# Pires contra Camargo
Pires contra Camargo ou Guerra dos Pires contra os Camargo foi uma rivalidade ocorrida na vila de São Paulo, entre as décadas de 1640 e 1660, em que as duas famílias entraram em conflicto por motivos diversos. Levando a assassinatos entre ambos os lados. Os Pires e os Camargo possuíam chefes políticos e militares, donos de enormes fazendas de trigo na Serra da Cantareira, portanto disputavam a supremacia em São Paulo. A rivalidade na disputa pelo comando da Câmara foi a razão principal do conflicto.
A disputa iniciou por volta e 1640, quando Alberto Pires assassinou Leonor de Camargo Cabral, sua esposa, e também Antônio Pedroso de Barros, seu cunhado. Não há certeza se Alberto desejava o assassinato ou se ele teria atingido sua mulher por acaso, e, sem saber como justificar sua morte, matou também o cunhado e acusou os mortos de adultério.

## O Início da Rivalidade
Diz sobre esta guerra o historiador Afonso E. de Taunay em Ensaios Paulistas, 1958: 
| “ | São os fatos compreendidos no que se chama o conflito entre os Pires e os Camargos, de nome das duas grandes famílias cuja inconciliabilidade redundou em verdadeira guerra civil, à semelhança das lutas municipais assoladoras das cidades italianas medievais e das quais a mais conhecida é a das famílias Capuletto e Montechio, de Verona, imortalizada por Shekespeare.! | ” |

O truncamento e a ausência de documentação não permite redigir a narrativa, pois os fatos são obscuros, mas não deve estar ligada à aclamação de Amador Bueno ou à expulsão dos jesuítas. Diz Taunay: «Tão prolongada luta, aliás intermitente, nasceu de mera rivalidade de chefes de clã, sem motivo algum alheio ao personalismo, ao espírito de família e à tendência gregária tão veemente nas pequenas aglomerações. Segundo o genealogista Pedro Taques, encetou-se o conflito em 1640 numa verdadeira batalha causadora de muitas mortes e ferimentos ocorrida nas ruas de São Paulo, entre as duas parcialidades cujos chefes eram João Pires e Pedro Taques de um lado e do outro Fernão de Camargo, alcunhado o Tigre. Haviam-se empenhado em duelo singular, acudidos pelos seus sequazes. No ano seguinte era Taques assassinado à falsa fé pelo contendor», diz-se que pelas costas e em adro de igreja.
Muitos partidários de Taques partiram, indo se estabelecer sobretudo em Parnaíba. Debalde Salvador Correia de Sá e Benevides veio procurar apaziguar os ânimos, pedindo paz aos paulistas e que se lançassem ao sertão à procura de minas. A situação se agravou com a entrada em cena do belicoso novo vigário da vila, Domingos Gomes de Albernaz. Este rixou com seus paroquianos e com a Câmara e era visivelmente o agente em São Paulo de Salvador Correia de Sá e Benevides e das autoridades fluminenses empenhadas na restituição aos jesuítas ao seu colégio. Acabaria expulso da vila em 1646 e em maio desse ano solenemente excomungou seus paroquianos e a Câmara reagiu em atrevida carta em que o acusou de ser escravo dos jesuítas.

## O Assassinato de Leonor de Camargo Cabral
Correram anos agitadíssimos, diz Afonso E. de Taunay,  «não depondo armas as facções que se digladiavam. E como consequência, diminuiu notavelmente o ritmo do bandeirantismo, como era de se esperar. Inesperadamente ocorreu o crime de Alberto Pires em Leonor de Camargo Cabral, sua mulher e, segundo se disse na ocasião, em Antônio Pedroso de Barros, grande bandeirante que Alberto também matou em emboscada. Ora, ficou provado mais tarde que Antônio pereceu nas mãos de seus índios rebelados. Já Alberto Pires foi assassinado pelos Camargos, em represália.
Os Pires, liderados por Fernão Dias, se opuseram então a que o irmão de Fernão de Camargo, José Ortiz de Camargo,  se empossasse na ouvidoria de São Paulo. Houve posteriormente o acordo negociado pelos Pires, de 12 de maio de 1653, pelo qual os jesuítas voltaram a seu colégio mediante promessa formal de não acoitar índios fugidos nem publicarem o breve papal de Urbano VIII sobre a liberdade do gentio. As duas facções continuaram sua luta até o acordo de 9 de fevereiro de 1654, pelo qual Ortiz tomou posse da Ouvidoria, mas não cumpriu o que prometeu, e perdeu ainda o apoio do Governo-Geral com a saída do conde de Castelo Melhor, substituído por magistrado muito ligado aos Pires. Reacendeu-se a luta, mas não há senão detalhes e pormenores, sobremodo obscuros. Uma intervenção eclesiástica promoveu mais uma tentativa de pacificação, da qual resultou a ida à Bahia de representantes de ambos os partidos para se entenderem com o novo governador-geral, Jerónimo de Ataíde, Conde de Atouguia. Da missão surgiu uma portaria em 24 de novembro de 1655 concedendo anistia geral.
Atouguia foi sucedido no governo por Francisco Barreto de Menezes que pediu uma expedição destinada a «reprimir as correrias do gentio pelo sertão baiano». Organizou-se sob o comando de Fernando de Camargo e de Domingos Barbosa Calheiros, ambos chefes da facção dos Camargos. Chegaram a Salvador em outubro de 1658 mas a expedição teve malogrado desfecho.
Os tumultos em São Paulo se renovaram em 1659, enfrentando-se Fernão Dias Pais com José Ortiz de Camargo. Francisco Barreto falou mesmo em ir pessoalmente acomodar a situação, acabou despachando o ouvidor e este teve sucesso: estando os partidos exaustos, assinaram os dois chefes adversários o acordo de 1º de janeiro de 1660 e voltaram à atividade das empresas sertanistas. Outras fontes apontam o dia 25 de janeiro de 1660 como a data da assinatura do acordo de paz.

## Casamento e posteridade
Silva Leme estuda sua descendência no Volume I de sua «Genealogia Paulistana».
Diz o genealogista:
«O Capitão Fernão de Camargo, o Tigre de alcunha, ocupou o cargo de juiz ordinário em S. Paulo (o encontramos nesse cargo em 1653) e estava já casado em 1630, quando faleceu sua mãe, com Mariana do Prado, filha do espanhol João de Santa Maria, natural de Castela (que veio ao Brasil como secretário de D. Francisco de Sousa) e de Filipa do Prado (Tit. Lemes Cap. 1.º § 9.º). Com seu irmão José Ortiz de Camargo foi o capitão Fernão de Camargo o chefe do partido dos Camargos, que levantou-se contra o dos Pires, capitaneado por João Pires e seu genro Francisco Nunes de Siqueira (o Redentor da pátria (Tit. Pires Cap. 10.º). O autor da Nobiliarquia Paulistana Pedro Taques de Almeida acusa a Fernão de Camargo como assassino (a falsa fé) de Pedro Taques no largo da Sé (então igreja matriz de S. Paulo) em 1641. Vide o que a respeito deste crime escrevemos em Tit. Taques Cap. 1.º. Ali mostra-se que, se realmente foi Fernão de Camargo o executor do crime, é este em parte atenuado porque foi o resultado de uma conspiração. Não descobrimos a data do falecimento, nem o inventário do capitão Fernão de Camargo; porém de diversos documentos descobrimos os 14 seguintes filhos»:
1. Capitão Fernando Ortiz de Camargo o Moço que foi capitão sob as ordens do capitão-mor Domingos Barbosa Calheiros «na expedição contra os bárbaros gentios do sertão da Bahia em 1658. Casou com Joana Lopes filha de Gonçalo Lopes, natural da freguesia de Santa Marinha, Portugal, e de Catarina da Silva, natural de São Paulo, neta paterna de Pedro Lopes e de Ana da Costa, neta materna de Cosme da Silva e de Isabel Gonçalves». Faleceu em 1690 deixando 13 filhos. Lembrado pelo governador-geral para combater os índios anaiós no sertão do rio São Francisco, em 1677, não seguiu, por agitadas questões políticas.
2. Capitão Francisco de Camargo Santa Maria; foi juiz ordinário pela ordenação em 1696 em S. Paulo, e foi casado com Maria de Siqueira e Albuquerque, filha do Capitão Duarte Pacheco de Albuquerque, de Portugal, e de Simona de Siqueira, por esta neta de Aleixo Jorge e de Maria Nunes de Siqueira (Tit. Jorges Velhos). Bandeirante com Francisco Pedroso Xavier contra reduções paraguaias. Faleceu em 1714, deixando seis filhos.
3. José Ortiz de Camargo casou-se com Maria das Neves Pires f.ª de Antonio das Neves e de Messia Pires Rodrigues.
4. João Ortiz de Camargo foi casado com Messia Rodrigues, † em 1687, f.ª de João Pires e de Messia Rodrigues.
5. Manuel Ortiz de Camargo faleceu em 1699 e foi casado com Maria Bueno de Siqueira f.ª de Lourenço de Siqueira de Mendonça e de Maria Bueno.
6. Coronel Lucas de Camargo Ortiz foi batizado em 1642 em S. Paulo, e casou com Izabel Rodrigues, f.ª de Balthazar de Godoy e de Antonia Preto.
7. Padre Domingos de Camargo
8. Ana Maria de Camargo que foi casada com o capitão Manuel da Costa Duarte, morto em 1701, que ocupou o posto de capitão comandante da leva destinada ao descobrimento de minas de ouro e outros metais nos sertões do Sul em 1679
9. Gabriela Ortiz
10. Maria de Camargo foi casada com Manoel das Neves Gil † em 1659.
11. Leonor Domingues de Camargo foi casada com Matheus de Leão, que ocupou honrosos cargos em seu tempo, † em 1698
12. Capitão Pedro Ortiz de Camargo morto em 1698 no cargo de juiz ordinário,assassinado pelo tenente-general Gaspar de Godoy Collaço por causa das insolências que aquele praticava no exercício de seu cargo. Foi Pedro Ortiz potentado pelo domínio que tinha sobre um grande numero de índios armados, os quais linha conquistado no sertão. Foi casado com Maria de Campos.
13. Mariana, batizada em 1640 e
14. Filipa de Camargo, batizada em 1642